# Léon Gaston Genevier
Léon Gaston Genevier (n. 18 iunie 1830, Saint-Clément-de-la-Place – d. 11 iulie 1880, Nantes) a fost un botanist, micolog și farmacist francez. Abrevierea numelui său în cărți științifice este Genev..

## Biografie

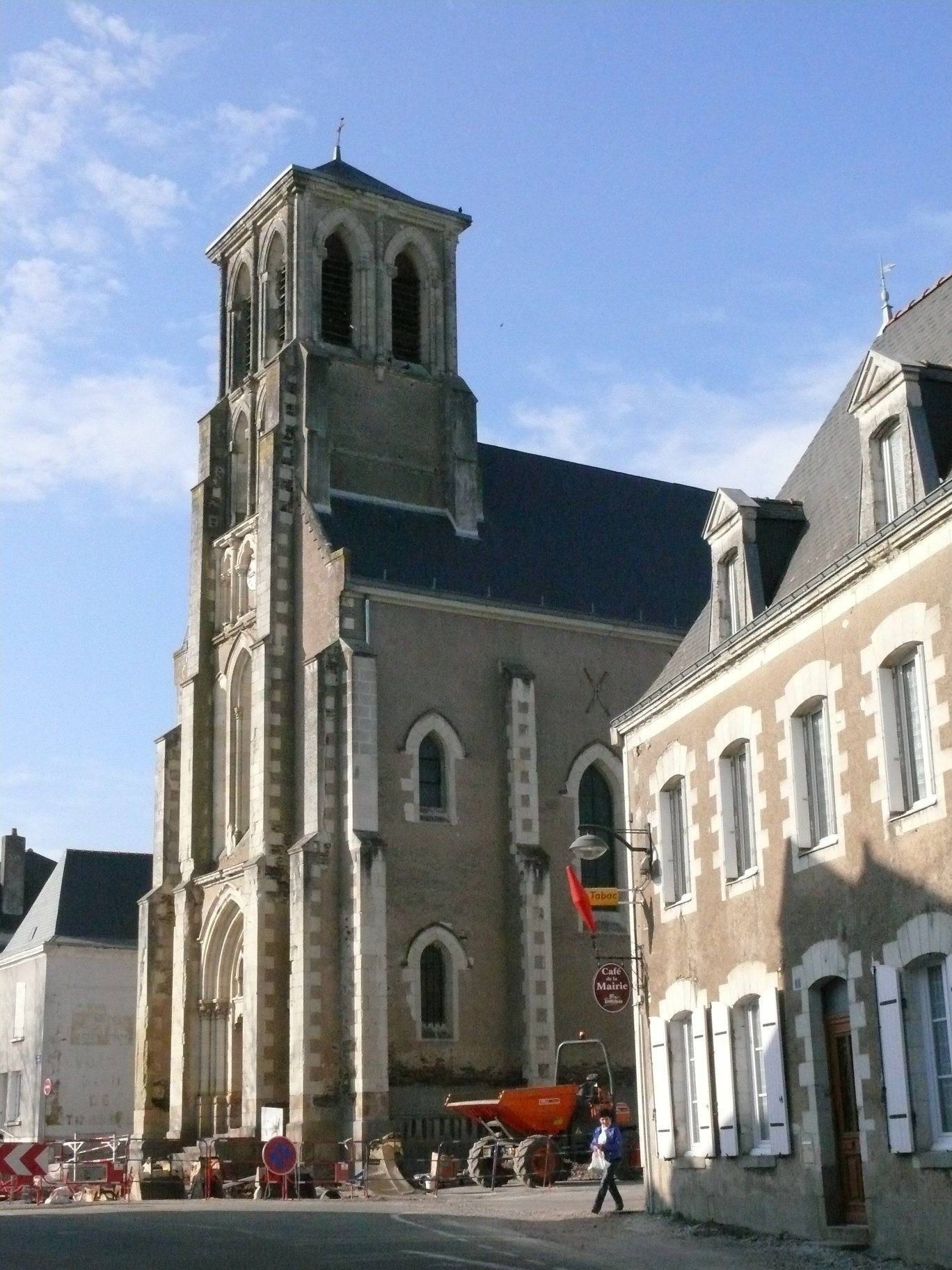
Saint-Clément-de-la-Place

Tânărul Gaston a început învățătura lui la farmacistul M. Moride în Nantes, fiind un ucenic bun și deja pasionat de botanică. După sfârșitul educației a luat un post la Angers ca asistent farmacist, în primul rând,  pentru ași continua studiile botanice. A devenit un elev stăruitor și preferat al renumitului savant Alexander Boreau (1803-1875), remarcat pentru intelectul său precum descoperirile sale floristice, pe care l-a însoțit la mai multe excursii, rămânând însă în contact strâns cu el și după acea. În această perioadă Genevier a revizuit faimoasa carte a lui Boreau Flore du Centre de la France (despre flora Franței centrale). Apoi a studiat și terminat studiile farmaceutice la Facultatea de Farmacie din Paris, fiind în acest timp elev apreciat al profesor de botanică Gaspard Adolphe Chatin (1813-1901) al acestei instituții.
În anul 1855, Genevier s-a instalat ca farmacist în Mortagne-sur-Sèvre în departamentul Vendée, într-o regiune a cărei sol bazează pe rocă de granit, flora ei fiind de acea relativ monotonă. Pricinuit faptului, că munca lui ca șef de farmacie l-a împiedicat la explorarea altor zone, savantul a extins cercetările sale, analizând și taxând formele foarte des găsite în această regiune: ciuperci (de exemplu Agaricus xanthodermus), mușchi și hepatice.
Din 1860, activitatea lui s-a orientat aproape exclusiv revizii genului Rubus din bazinul râului Loara de exemplu Rubus bipartitus (Boulay & Bouvet ex Genev.). Botanistul a descris peste o sută de specii acestui gen. În jurul anului 1870, omul de stiință s-a stabilit permanent în Nantes ca farmacist și a publicat prima ediție a eseului său monografic Rubus despre bazinul Loarei. Ierbarul lui referitor acestor plante, conținând un mare număr de soiuri, a fost integrat ulterior în ierbarul al Universității din Cambridge. Botanistul a distribuit încă pe timpul vieții părți ale ierbarelor sale la diferiți botaniști și se află în prezent în multe instituții, cum sunt Muséum des sciences naturelles d'Angers (Muzeul de Științe Naturale din Angers) în Maine-et-Loire, Muséum national d'histoire naturelle (Muzeul Național de Istorie Naturală )din Paris, Muzeul Manchester și British Museum.

## Specii denumite în onoarea lui Genevier (selecție)
- Mentha genevierii Déségl. & Durand din familia Lamiaceae[6]
- Rubus genevierii Boreau din familia Rosaceae[7]

## Publicații

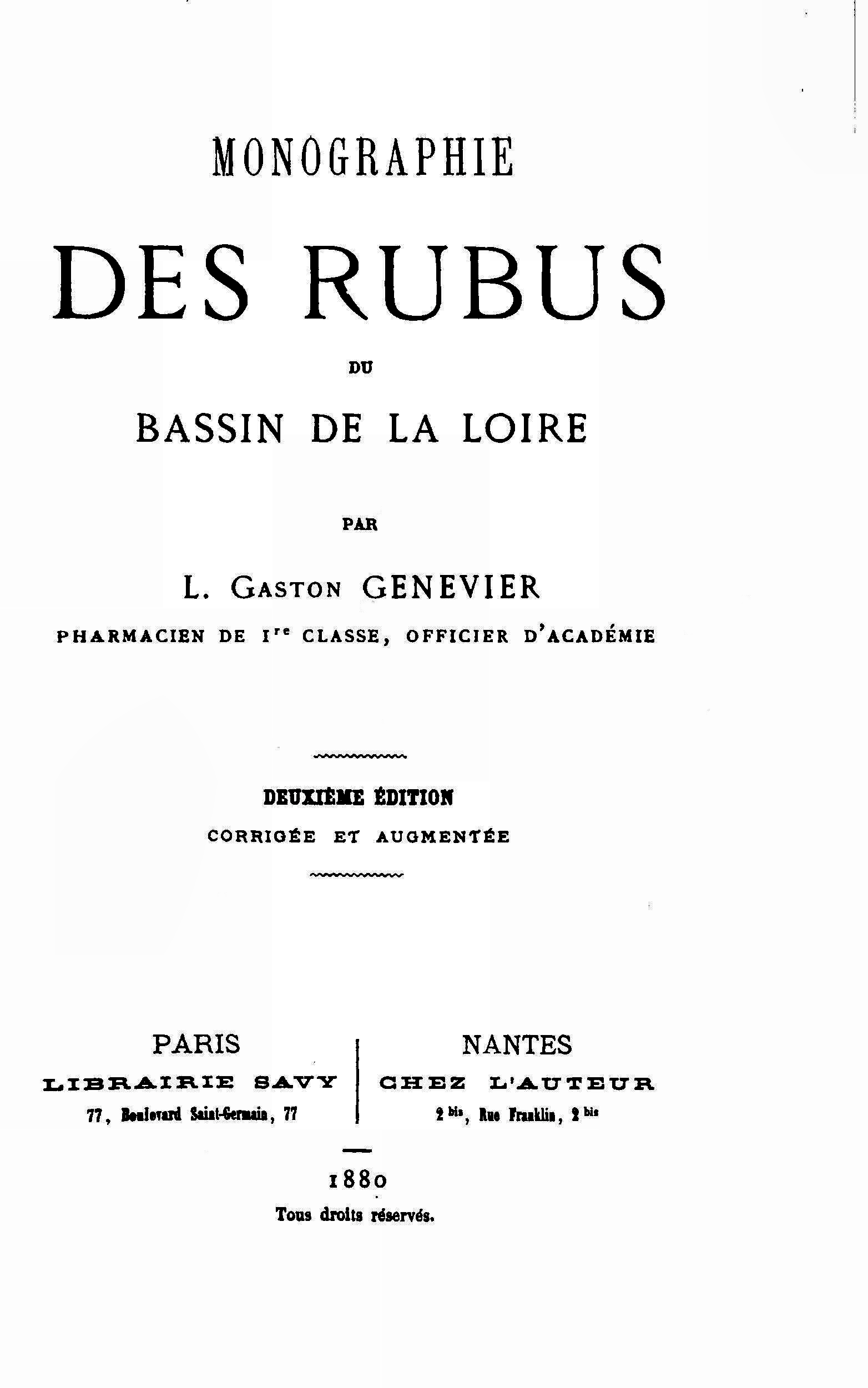
Genev.: Monografia Rubus

- Essai sur quelques espèces du genre Rubus de Maine-et-Loire et de la Vendée, în: Mémoires de la Société académique de Maine et Loire nr. 8,  p. 66-108 (1860)
- Description d'une nouvelle espèce de Viola, în: Mémoires de la Société académique de Maine et Loire, nr. 8, p. 178-180 (1860)
- Essai sur quelques espèces du genre Rubus de Maine-et-Loire et de la Vendée, deuxième partie, în: Mémoires de la Société académique de Maine et Loire, nr. 10, p. 17-37 (1861)
- Observation sur la collection de Rubus de l'herbier J. Bastard, în: Mémoires de la Société académique de Maine et Loire, nr. 14, p. 80-96 (1863)
- Extrait de la florule des environs de Mortagne-sur-Sèvre, în: Mémoires de la Société académique de Maine et Loire, nr. 20, p. 17-51 (1866)
- Essai monographique sur les Rubus du bassin de la Loire, în: Mémoires de la Société académique de Maine et Loire, nr. 24, p. 1-346 (1869)
- Premier supplément à l'essai monographique sur les Rubus du bassin de la Loire, în: Mémoires de la Société académique de Maine et Loire, nr. 28, p. 1-96 (1872)
- Observations sur un Champignon de l'ordre des Ascomycètes, în: Bulletin de la Société botanique de France, nr. 20, p. 334-335 (1872)
- Rapport sur les travaux de la section d'Histoire Naturelle pendant l'année 1873, în: Annales de la Société royale académique de Nantes, nr. 44, p. 405-411 (1873)
- Étude sur les Champignons consommés à Nantes sous le nom de Champignon rose ou de couche (Agaricus campestris L.), în: Bulletin de la Société botanique de France, nr. 23, p. 28-35 (1876)
- Note sur Euphorbia maculata L., în: Bulletin de la Société botanique de France, nr. 25, p. 247 (1878)
- 1878 – Notice sur le Morchella elata Fries. în Bulletin de la Société botanique de France, nr. 25, p. 159-162 (1878)
- Monographie des Rubus du bassin de la Loire, Editura Savy, Paris, Nantes 1880, Ediția a 2-a: